# ベネデット・コトルリ

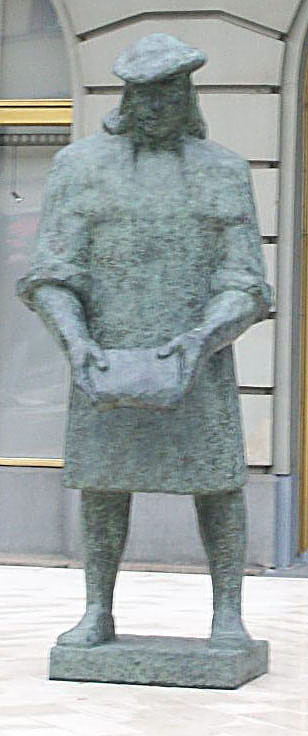
ベネデット・コトルリ（コトルーリ）

ベネデット・コトルリ（イタリア語: Benedetto Cotrugli、クロアチア語: Benedikt Kotruljević、1416年 - 1469年）は、商人、人文主義者、科学者、アラゴン王国外交官、ナポリ王国裁判所裁判官（在任15年間）。ベネデット・コトルーリとも。
ラグサ共和国・ラグサ（現: クロアチア・ドゥブロヴニク）生まれ。1458年3月17日、「商業技術の本」（Libro de l'arte de la mercatura) を執筆した。この書物は長らく出版されず、1573年に「商業と完全な商人」（Della mercantura et del mercante perfetto）の題でヴェネツィアで出版された。この書物は「会計の父」と呼ばれるルカ・パチョーリの『スムマ』が出版される36年前に複式簿記について言及したものであったが、115年後に出版されたために世間の目に触れることは長い間なく、パチョーリが最初に複式簿記について言及した人物とされていた。コトルリは、世界で初めて複式簿記 (dupple partite) という言葉を使った点でも評価されている。イタリア・ラクイラにて死没。
Della mercantura et del mercante perfetto の1475年版の写本はマルタ国立図書館に所蔵されている。1484年3月17日の写本（ストロッツィ作成）はフィレンツェ国立中央図書館に所蔵されている。

## 日本語訳
- 『世界初のビジネス書　15世紀イタリア商人ベネデット・コトルリ15の黄金則』

アレッサンドロ・ヴァグナー編、伊藤博明訳、すばる舎、2021年。ISBN 978-4799109632